# Tawny Newsome

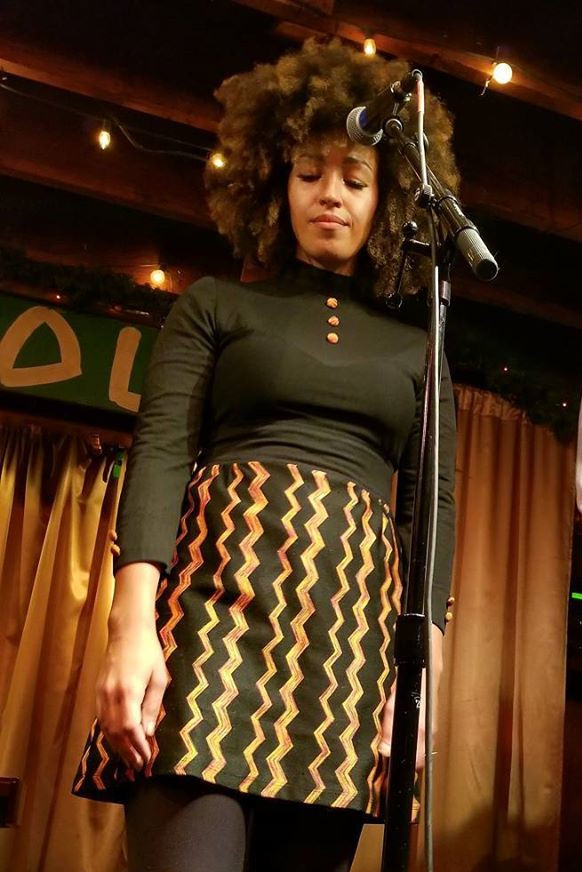
Tawny Newsome, 2018

Tawny Newsome (* 24. Februar 1983) ist eine US-amerikanische Musikerin, Schauspielerin und Komikerin.

## Leben
Newsome stammt ursprünglich aus Vacaville in Kalifornien. Sie zog 2001 nach Chicago und besuchte dort die Theaterschule. Dort begann sie auch ihre Comedy-Karriere bei Second City. Ihren Durchbruch hatte sie als Chelsea Leight-Leigh in der Fernsehserie Bajillion Dollar Propertie$ und als Nina in der Fernsehserie The Comedy Get Down. Es folgte eine Hauptrolle in der Serie Space Force sowie eine Hauptrolle als Sprecherin in Star Trek: Lower Decks (beide ab 2020).

## Filmografie (Auswahl)
- 2013: Chicago Fire (Fernsehserie, eine Folge)
- 2016: 2 Broke Girls (Fernsehserie, eine Folge)
- 2016–2019: Bajillion Dollar Propertie$ (Fernsehserie, 34 Folgen)
- 2017: The Comedy Get Down  (Fernsehserie, 10 Folgen)
- 2020–2022: Space Force (Fernsehserie, 17 Folgen)
- 2020–2024: Star Trek: Lower Decks  (Fernsehserie)
- 2021: How It Ends
- 2021: Vacation Friends
- 2021: True Story (Fernsehserie)
- 2023: Star Trek: Strange New Worlds (Fernsehserie, Staffel 2 Folge 7)
- 2023: Quiz Lady
- 2024: Nuked